# Orientierungsreaktion
Als Orientierungsreaktion (OR) wird eine Reaktion des Organismus auf Umgebungsreize bezeichnet, welche dazu dient, Handlungen vorzubereiten bzw. durchzuführen.
Bei der Orientierungsreaktion kommt es zu aufeinanderfolgenden Aktionen des Organismus:
- sensorisch (z. B. Herabsenken der Sinnesschwellen)
- motorisch (z. B. durch Erhöhung von Muskelspannung und/oder verschiedenen Körperbewegungen)
- Reaktionen des zentralen (Alpha Blockade) und peripheren Nervensystems (z. B. Erhöhung von Hautleitfähigkeit)
- vaskulär (z. B. periphere Vasokonstriktionen, cephale Vasodilatationen)

Beispiel einer Orientierungsreaktion ist die Reaktion eines Kindes auf lautes Klatschen, in dem es seine Aufmerksamkeit in Richtung des Geräusches wendet.
Durch wiederkehrende Reize nimmt die Reaktion ab. Dieser Vorgang wird als Habituation bezeichnet.